# Łęg (Weichsel)
Der Łęg ist ein rechter Zufluss der Weichsel in Polen. Er entspringt in der Mesoregion Kolbuszowa-Hochebene nördlich von Rzeszów und verläuft in nördlicher Richtung über Raniżów, Bojanów und Grębów bis zur Mündung in die Weichsel etwa halbwegs zwischen Sandomierz und der Mündung des San. Die Länge des Laufs beträgt 85,51 km. Das Einzugsgebiet wird mit 960,2 km² angegeben. Bei Wilcza Wola befindet sich ein Wasserreservoir des Łęg, der See Jezioro Maziarnia, der für Freizeitaktivitäten genutzt wird.